# Ethernet

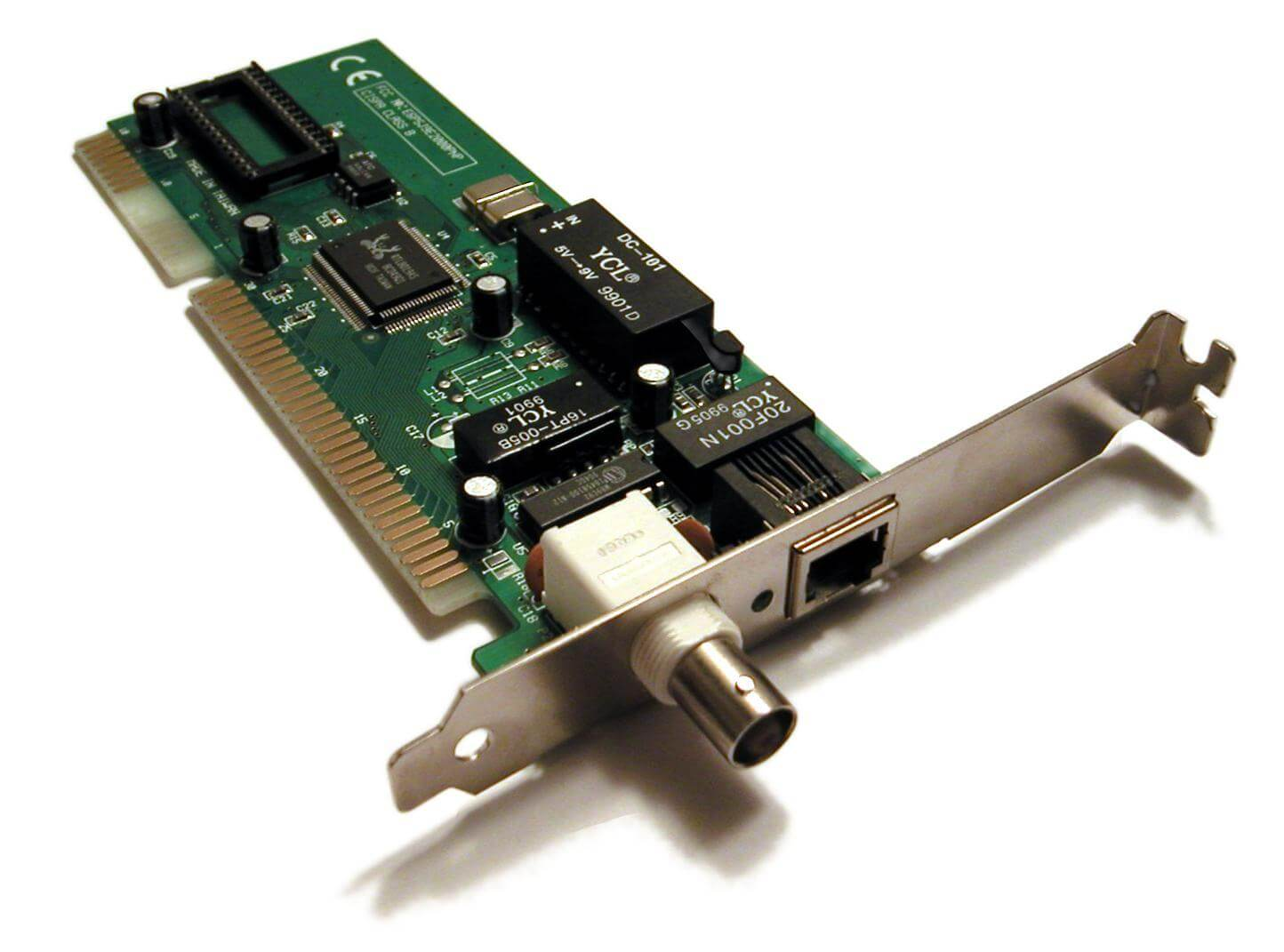
Комбінована мережна Ethernet-картка, що підтримує підключення як через коаксіальний кабель, так і через кабель типу «вита пара».

Ethernet (/ˈiːθənɛt/, буквально: ефірна мережа) — найпопулярніший протокол кабельних комп'ютерних мереж, що працює на фізичному та канальному рівні мережевої моделі OSI. Станом на 2016 рік близько 85 % усіх комп'ютерів у світі були підключені до комп'ютерних мереж за протоколом Ethernet.
За технічним означенням Ethernet — сім'я протоколів стандарту IEEE 802.3.
Ethernet тісно пов'язаний з моделлю TCP/IP, оскільки у переважній більшості випадків служить для передачі IP-пакетів.
Ethernet є найпоширенішім протоколом у сучасних локальних комп'ютерних мережах, також використовується для побудови міських мереж з використанням технології Metro Ethernet.
Ethernet спроєктований згідно з технологією CSMA/CD (множинний доступ з контролем несучої та виявленням колізій). Хоча з широким застосуванням мережевих комутаторів та засобу передачі повний дуплекс проблема виникнення колізій в мережах Ethernet майже не зустрічається.
Ethernet-мережі працюють на швидкостях 10Мбіт/с, Fast Ethernet — на швидкостях 100Мбіт/с, Gigabit Ethernet — на швидкостях 1000Мбіт/с, 10 Gigabit Ethernet — на швидкостях 10Гбіт/с. В кінці листопада 2006 року було прийняте рішення про початок розробок наступної версії стандарту з досягненням швидкості 100Гбіт/с (100 Gigabit Ethernet).

## Написання і вимова
В українській мові відсутня усталена транслітерація або переклад терміну Ethernet, тому в технічній літературі найчастіше зберігають написання латиницею Ethernet. В усному мовленні назву зазвичай вимовляють як езернет, хоча в мові-джерелі не дзвінкий звук /ð/ — англійська вимова: /ˈiːθənɛt/.
В окремих державних документах використане написання Етернет, що перегукується з альтернативним написанням слова ефір — етер.

## Історія створення та розвитку

### Легенда створення
Винахідником Ethernet вважається співробітник корпорації Xerox PARC Роберт Меткалф. За його словами Ethernet було винайдено 22 травня 1973 року, коли він завершив написання доповідної записки для керівництва PARC про потенціал технології[джерело?].
Роберт Меткалф мав науковий ступінь доктора філософії отриманий у Гарвардському університеті. Працюючи на Xerox PARC одним з його службових обов'язків було проводити курси навчання для персоналу збройних сил США по першій у світі пакетній мережі ARPANET. Для цього Меткалф був змушений часто відвідувати Вашингтон, де мешкав у квартирі свого друга. Одного разу перебуваючи в квартирі друга, Меткалф гортав журнал доповідей з конференції 1970 року Американської федерації товариств обробки інформації та випадково наштовхнувся на доповідь Нормана Абрамсона «ALOHA System — ще одна альтернатива для комп'ютерних комунікацій». Доповідь описувала інноваційну бездротову технологію з'єднання комп'ютерів. Хоча Меткалф багато в чому був незгодний з висновками Абрамсона, ця доповідь надихнула його на роботу зі створення нового протоколу комп'ютерних мереж.
Повернувшись до Xerox PARC Меткалф разом з Дейвідом Боггсом почали теоретичні дослідження зі створення мережі, результатом яких стала доповідна записка до керівництва компанії 22 травня 1973 року, що описувала принципи побудови нової системи комунікації між комп'ютерами на основі технології CSMA/CD. Доповідь знайшла підтримку, що послужило початком втілення теорії на практиці. Таким чином 11 лютого 1973 року був створений перший Ethernet прототип, який мав фантастичні на той час характеристики: пропускну спроможність 2.94 Мб/с, фізичну довжину 1 кілометр та з'єднував між собою 100 комп'ютерів.
У 1975 році компанія Xerox офіційно анонсувала винахід.

### Розвиток
У 1979 році Меткалф залишив Xerox PARC, заснував компанію 3Com та переконав DEC, Intel і Xerox спільно просувати Ethernet як стандарт.
З самого початку Ethernet базувався на ідеї зв'язку комп'ютерів через єдиний коаксіальний кабель, що виконував роль транзитного середовища. Метод передавання був дещо схожим на методи радіопередавання (хоча й з суттєвими відмінностями, наприклад, те, що в кабелі значно легше виявити колізію, ніж в радіоефірі). Загальний мережний кабель, через який велася передача, був дещо подібним на ефір, і з цієї аналогії походить назва Ethernet (англ. net — «мережа»).
З плином часу з відносно простої початкової специфікації Ethernet розвинувся у складну мережну технологію, яка зараз використовується у більшості комп'ютерних систем. Щоб зменшити ціну та полегшити управління та виявлення помилок в мережі, коаксіальний кабель згодом був замінений зв'язками типу «точка — точка», що з'єднувалися між собою концентраторами/комутаторами (хабами/світчами). Своїм комерційним успіхом технологія Ethernet завдячує появі стандарту з використанням кабелю типу «звита пара» як транзитного середовища.
На фізичному рівні станції Ethernet спілкуються між собою за допомогою передачі одна одній пакетів — невеликих блоків даних, які відправляються та доставляються індивідуально. Кожна Ethernet-станція має свою власну 48-бітну MAC-адресу, яка використовується як кінцевий пункт або джерело для кожного пакету. Мережні картки, як правило, не сприймають пакетів, що адресовані іншим Ethernet-станціям. Унікальна МАС-адреса записується в контролер кожної мережної карти.
Незважаючи на серйозні зміни від 10-Мбітного товстого коаксіалу до 1-Гбітного оптоволоконного зв'язку типу «точка-точка», різні варіанти Ethernet-у на найнижчому рівні є майже однаковими з погляду програміста і можуть легко з'єднуватися між собою за допомогою дешевого обладнання. Це є можливим, оскільки формат кадру лишається незмінним, незважаючи на різні процедури доступу до мережі.
Ethernet — архітектура мереж, що ґрунтується на логічній топології шини, з розподіленим середовищем передавання, методом доступу до середовища передавання CSMA/CD, описана стандартом IEEE 802.3. За фізичною реалізацією розрізняють:
- 10BASE5 — Thick («товстий») Ethernet;
- 10BASE2 — Thin («тонкий») Ethernet;
- 10BASET — Twisted-pair Ethernet (Ethernet на витій парі);
- 10Broad36 — мережа на широкосмуговому 75-Омному коаксіальному кабелі;
- 10BASE-F — кілька варіантів мережі на оптоволоконному кабелі;
- 100BaseT — стандарти FastEthernet на витій парі (100BaseT4, 100BaseTX).

Перший елемент в умовному позначенні архітектури — швидкість передавання в Мбіт/с; другий елемент позначає спосіб передавання: Base — пряме немодульоване передавання, Broad — використання широкосмугового кабелю з частотним ущільненням каналів; третій елемент — середовище передавання (T — вита пара, F — оптоволокно) або довжина сегмента кабелю в сотнях метрів (сучасні мережні адаптери дають змогу збільшувати довжину сегмента, наприклад для 10Base2, до 250—300 метрів).

## Ethernet на коаксіальному кабелі
Сучасні локальні комп'ютерні мережі майже не використовують технології, для яких фізичним носієм є коаксіальний кабель, але з розповсюдженням відеоспостереження з використанням IP-камер ця технологія отримала нове життя.

### Товстий Ethernet
Вживаються також синоніми — ThickNet, Yellow (жовтий), 10Base5. «Товстий» Ethernet введено в 60-х роках. Цей стандарт є застарілим і більше не впроваджується в комп'ютерних мережах.
Класичний варіант використовує товстий коаксіальний кабель RG-11 жовтого кольору з посрібненим центральним проводом та подвійним екрануванням. Кабель має хвильовий опір 50 Ом, мале затухання та високий ступінь захисту від зовнішніх впливів. На кінцях кабелю встановлюються 50-Омні опори (термінатори), один з яких заземлюється. Кабель має через кожних 2,5 м розмітку у вигляді рисок, що позначають місця можливого підключення або розрізу. Відрізки кабелю можуть з'єднуватись розняттями. Для включення вузла на кабель встановлюється трансивер MAU (активний пристрій з живленням 12В), який може підключатись через T-конектор або шляхом проколювання кабелю («вампір»). Трансивер з'єднується з мережним адаптером за допомогою спеціального кабельного спуску (AUI Cable) довжиною до 50 м. Кабельний спуск містить лінії живлення трансивера та екрановані виті пари для сигналів прийому, передавання та виявлення колізій. Як «жовтий» кабель, так і кабельний спуск мають товщину до 1 см. Жорсткість кабелів створює додаткові експлуатаційні труднощі. Вартість устаткування та складність монтажу не сприяють широкому використанню цієї архітектури. Іноді «товстий» Ethernet використовують для прокладання базових (хребтових, Backbone) сегментів у процесі побудови кампусних мереж.
Основні характеристики:
- максимальна довжина сегмента — 500 м;
- максимальна кількість сегментів, з'єднаних з використанням повторювачів — 5 (загальна довжина — 2500 м);
- три з п'яти сегментів можуть використовуватись для включення вузлів (Trunk Segments), два інші — як подовжувачі (Link Segments);
- на одному сегменті (Trunk) може бути до 100 вузлів разом з повторювачами.

### Тонкий Ethernet
Вживаються також синоніми — ThinNet, 10Base2, використовує тонкий коаксіальний кабель RG-58.
Вважається застарілим і в сучасних комп'ютерних мережах застосовується дуже рідко, але його використання може бути виправданим у приміщеннях з великою електромагнітною завадою.
Кабель має хвильовий опір 50 Ом, середні затухання та ступінь захисту від зовнішніх впливів. На кінцях кабелю встановлюються 50-Омні опори, один з яких заземлюється. Відрізки кабелю можуть з'єднуватись I та T-конекторами, відстань між якими не може бути меншою за 50 см. Включення вузла, що завжди супроводжується розрізанням кабелю, може здійснюватися через T-конектор або Т-подібне відгалуження від Т-конектора, яке не може перевищувати 10 см. Таке обмеження створює експлуатаційні труднощі. Відсутність контакту в будь-якому місці сегмента (дуже поширена несправність) виводить з ладу роботу всієї мережі. Перешкоди в роботі можливі також унаслідок дотикання T-конекторів до металевих корпусів інших розняттів комп'ютера. Оптимальний спосіб використання — для прокладання базової мережі між кабельними центрами.
Основні характеристики:
- максимальна довжина сегмента — 200 м;
- максимальна кількість сегментів, з'єднаних з використанням повторювачів — 5 (загальна довжина — 1000 м);
- три з п'яти сегментів можуть використовуватись для включення вузлів (Trunk Segments), два інші використовуються як подовжувачі (Link Segments);
- на одному сегменті (Trunk) може бути до 30 вузлів разом з повторювачами.

Можливі варіанти спільного використання «товстого» та «тонкого» кабелю в одному сегменті через спеціальні перехідні розняття.

## Ethernet на витій парі

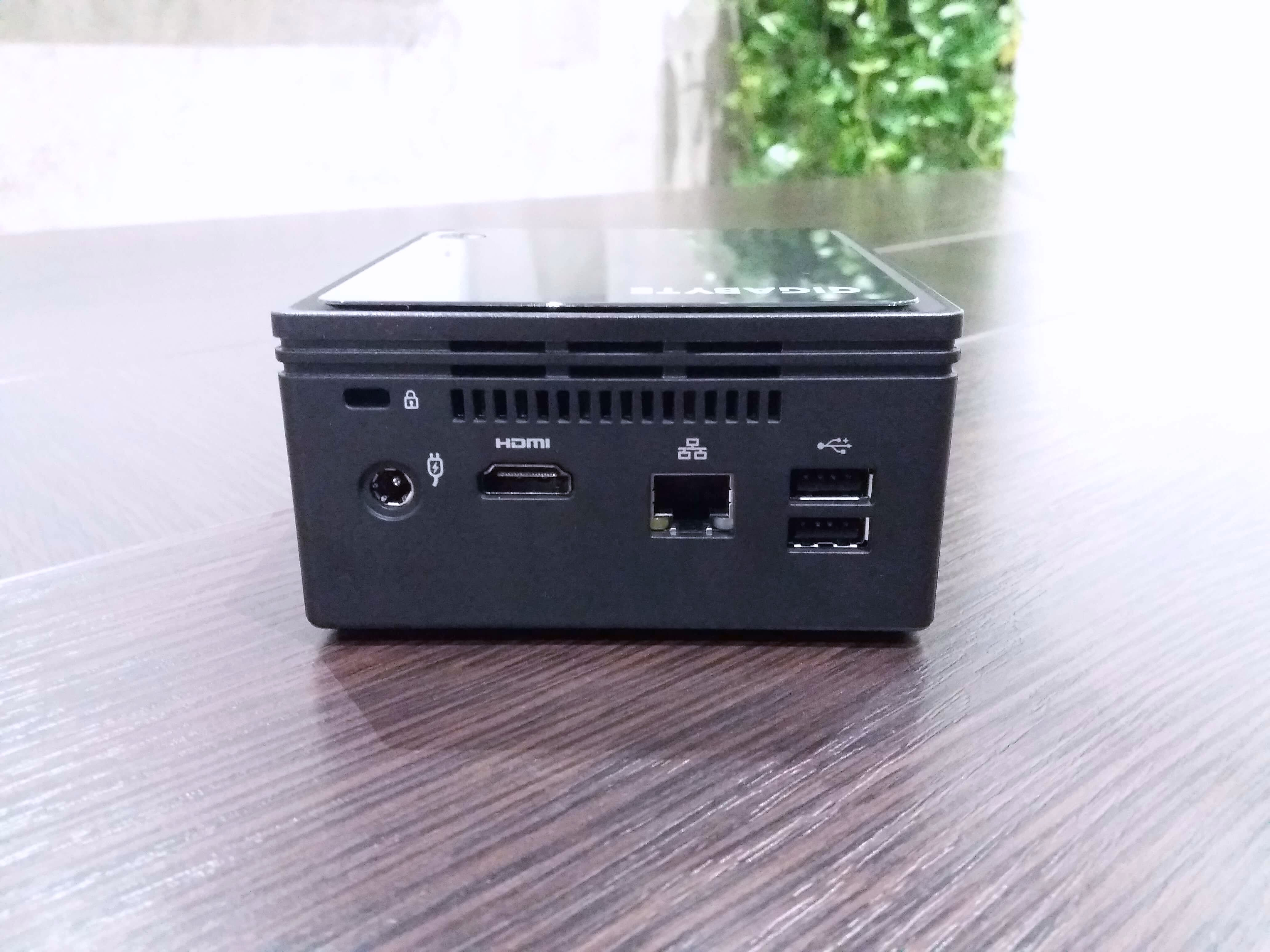
Ethernet роз'єм на Gigabyte BRIX

Вдосконалення мережних засобів, зокрема адаптерів, дало змогу широко застосовувати виту пару як середовище передавання. В рамках стандарту Ethernet створені специфікації 10BaseT, що використовує дві неекрановані виті пари UTP (Unshielded Twisted Pair) 3,4 або 5 категорій, та 100BaseT4, що ґрунтується на чотирьох витих парах UTP 5 категорії або екранованій витій парі STP (Shielded Twisted Pair). Для зв'язку між вузлами мережі необхідними є дві виті пари провідників: одна — для передавання, інша — для приймання інформації. Звичайно, замість двох кабелів по одній парі витих провідників у кожній використовують один кабель з чотирма парами провідників. Окрім економії та технічних переваг, це створює можливість переходу на більш швидкісні мережні архітектури без заміни самого кабелю.
Фізична топологія — зірка: кожен вузол мережі з'єднується зі своїм портом кабельного центру кабельним променем, що не повинен перевищувати довжини 100 м. На кінцях кабелю за допомогою спеціального обтискаючого інструмента встановлюються 8-контактні розняття RJ-45. Найпоширенішими є 8-ми та 16-ти портові кабельні центри, що комплектуються зовнішніми адаптерами електромережі. Звичайно, один з портів призначається для з'єднання з наступним кабельним центром (перехрещеними парами провідників). Більшість кабельних центрів мають також розняття для під'єднання тонкого коаксіального кабелю, що дає змогу гнучко комбінувати фізичну топологію мережі Ethernet та обидва найпоширеніших типи кабелю. Найвразливіше місце Ethernet на витій парі — кабельний центр, вихід з ладу якого паралізує всі вузли мережі, з'єднані з ним витими парами.
Слід відмітити основні характеристики та переваги витої пари:
- фізична топологія — зірка;
- максимальна довжина променя — 100 м;
- до кожного вузла під'єднується лише один кабель;
- пошкодження кабелю виводить з ладу лише один мережний вузол;
- несанкціоноване прослуховування пакетів у мережі ускладнюється

## Формат кадру

Найпоширеніший формат кадру Ethernet II

Існує декілька форматів Ethernet-кадру.
- Первинний Version I (більше не застосовується).
- Ethernet Version 2 або Ethernet-кадр II, ще званий DIX (абревіатура перших букв фірм-розробників DEC, Intel, Xerox) — найпоширена і використовується до сьогодні. Часто використовується безпосередньо протоколом інтернет.
- Novell — внутрішня модифікація IEEE 802.3 без LLC (Logical link control).
- Кадр IEEE 802.2 LLC.
- Кадр IEEE 802.2 LLC/SNAP.
- Деякі мережеві карти Ethernet, що випускались компанією Hewlett-Packard, використовували при роботі кадр формату IEEE 802.12, відповідно стандарту 100VG-AnyLAN.

Як доповнення Ethernet-кадр може містити тег IEEE 802.1Q для ідентифікації VLAN, до якої він адресований, і IEEE 802.1p для вказання пріоритету.
Різні типи кадру мають різний формат і значення MTU.
Кадр починається з преамбули яка має розмір 8 байт (64 біт) і складається з послідовності «10», повтореної 31 раз, та «11» у кінці.
Далі йде адреса отримувача і адреса відправника які займають по 6 байт кожна. Якщо адреса отримувача починається з 1, то це групова передача (multicast) (всі в групі). Якщо адреса отримувача складається з самих одиниць (FF:FF:FF:FF:FF:FF) — це широкомовна передача (broadcast). Для групової передачі треба налаштовувати групи, тому вона використовується рідко. Детальніше — в статті MAC-адреса.
Наступне поле — тип, або довжина, залежно від того, до якого стандарту належить кадр. З історичних причин, якщо значення в полі менше за 0x600 = 1536, то це довжина, а якщо більше — тип, який визначає, якому протоколу мережевого рівня передати кадр, якщо з Ethernet працює кілька мережевих протоколів. 0x800 — IPv4. Якщо тип не вказано, то що робити з кадром визначає протокол Logical link control, це ще 8 байт заголовків.
Далі йде поле даних, менше за 1500 байт, але більше за 46 байт.
Якщо даних менше за 46 байт, після них додається наповнювач (pad) потрібного розміру. Це потрібно щоб кадр можна було відрізнити від сміття в каналі, яке з'являється коли передача припиняється при виявленні колізії, і щоб кадр був достатньо довгим аби не передатись повністю до того як колізія виявиться.
Останнє поле — контрольна сума. Це 32-х бітний CRC. При виявленні помилки кадр видаляється.